# Казбеги, Александр
Алекса́ндр Миха́йлович Казбе́ги (груз. ალექსანდრე მიხეილის ძე ყაზბეგი; настоящая фамилия — Чопикашвили; 1848—1893) — грузинский писатель, представитель критического реализма XIX века.

## Биография
Александр Казбеги родился 20 января 1848 года в состоятельной дворянской семье в исторической области Хеви, прилегающей к горе Казбек. Унаследовав от отца большое хозяйство, облегчил жизнь своих крепостных, а потом даже ушёл в горы пастушествовать.

До двенадцати лет он воспитывался под руководством гувернеров. Среди его воспитательниц были и крестьянки-грузинки, труд которых будущий великий писатель оценил очень высоко. Одной из них он писал:
В то время, когда обо мне заботились как о царевиче, и воспитывали во мне высокомерие, зависть и ненависть, ты участвовала в движении моих чувств, моей души… После твоих слов о положении крепостных и слуг много раз проливал я горячие слезы, твои слова вызывали у меня сочувствие к несправедливо угнетенному народу. И я могу гордо сказать тебе: если в твоем воспитаннике есть что-нибудь порядочное, причиной тому являешься ты.
В 1860 году 12-летнего Александра привезли в Тбилиси и отдали в частный пансион. В 1866 году умер его отец, оказавшийся настолько разорённым, что в доме не оказалось денег на его похороны. Некогда богатая семья стала испытывать острую материальную нужду. С помощью матери Александру Казбеги все же удалось поехать в Москву для продолжения учёбы. Поступив вольнослушателем в сельскохозяйственную академию, он учился очень прилежно, с увлечением, читал много книг на русском и французском языках. Юноша мечтал о том времени, когда получит высшее образование и «войдет со славой в ворота Грузии — Дарьял». Однако исполнению этой мечты воспрепятствовала непосильная для студенческого кармана расточительность, которую А. Казбеги проявил в светских салонах Москвы. Вскоре он убедился в том, что одни только развлечения не являются ещё полной свободой, а тем более настоящим счастьем. В 1870 г. Александр Казбеги вернулся на родину больной от беспорядочной жизни.
С 1879 года жил в Тифлисе, работал в газете «Дроеба».
В своих произведениях Казбеги описывал жизнь горцев, одной из его главных тем был конфликт личности и традиционных общественных норм. Все произведения Казбеги написаны в период с 1880 по 1886 годы, они неоднократно издавались в переводе на русский язык.
Произведения Казбеги вдохновляли Иосифа Джугашвили (Сталина) — в частности, его псевдоним Коба, по одной из версий, взят из опубликованной в 1882 году повести «Отцеубийца», где это имя носит честный разбойник, борющийся за справедливость.

## Переводы на русский язык
- Избранное,т.1-2, Тбилиси,1948-1949.
- Избранные произведения, т.1-2., Тбилиси, 1957.
- Хевисбери Гоча. Повесть. Перевод с грузинского Ф.Твалтвадзе и А.Кочеткова.Тбилиси. Издательство "Заря Востока", 1951.
- Отцеубийца, Тбилиси, 1964.
- Элисо.Повести и рассказы. Вступительная статья Е. Лундберга. М., 1964.
- Избранное. Перевод с грузинского Ф.Твалтвадзе и А.Кочеткова. Тбилиси Мерани 1974.-463 с.

## Память
Именем Казбеги в 1921—2007 годы назывался один из крупнейших населённых пунктов области Хеви, родное село писателя — Степанцминда.

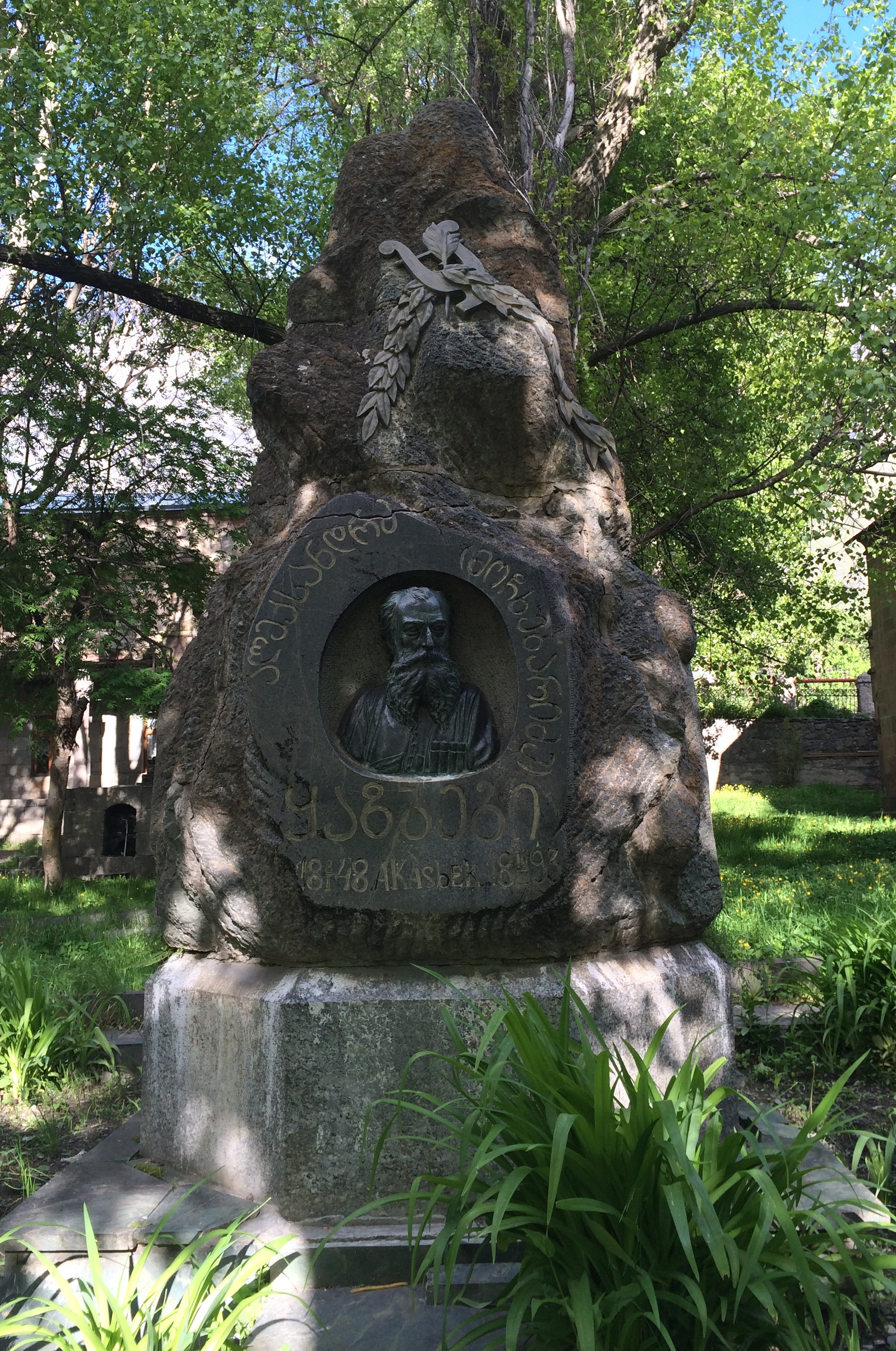
Памятник на могиле Александра Казбеги

В родном селе Казбеги открыт дом-музей писателя и установлен памятник.
Похоронен на родине, в ограде собственного дома.